# Johnsonville (Caroline du Sud)
Pour les articles homonymes, voir Johnsonville.
Johnsonville est une ville du comté de Florence en Caroline du Sud.
Sa population était de 1 480 habitants en 2010.

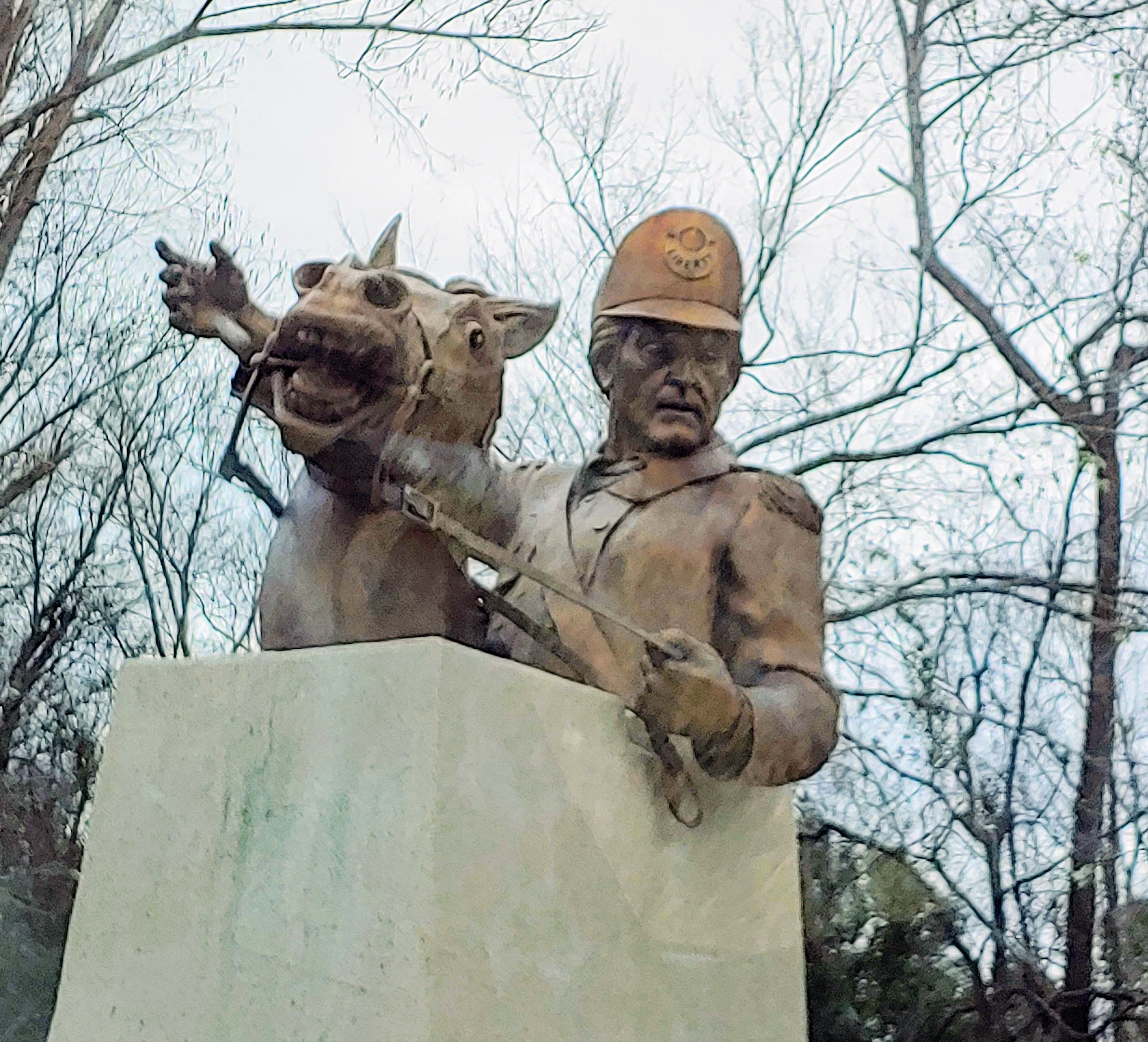
Statue de Francis Marion à Venters Landing Johnsonville, Caroline du Sud

À proximité de la ville a été découvert le cratère de Snows Island, un possible cratère d'impact, non visible de la surface.

## Démographie
| 1920 | 1930 | 1940 | 1950 | 1960 | 1970  |
| ---- | ---- | ---- | ---- | ---- | ----- |
| 271  | 325  | 464  | 616  | 882  | 1 267 |

| 1980  | 1990  | 2000  | 2010  | - | - |
| ----- | ----- | ----- | ----- | - | - |
| 1 421 | 1 415 | 1 418 | 1 480 | - | - |